# A Certain Trigger
A Certain Trigger es el primer álbum debut y álbum de estudio de la banda británica de rock: Maxïmo Park. Lanzado en mayo de 2005. Se considera uno de los mejores álbumes de estudio del grupo.
Es uno de los álbumes que dio movimiento al indie rock del Reino Unido y al movimiento del post-punk revival de la década de 2000.
El sencillo "Apply Some Pressure" hizo su aparición en muchos videojuegos de EA Games, como Burnout Revenge, SSX on Tour, entre otros. Al igual que es uno de los sencillos más conocidos de Maxïmo Park.
El sencillo "Acrobat" es un cover del grupo británico Seefeel, que fue incluido después del recopilatorio Warp20 (Recreated) de 2009.
El álbum estuvo nominado en los Mercury Prize de 2005.

## Lista de canciones
| A Certain Trigger (CD) |                                |          |  |
| N.º                    | Título                         | Duración |  |
| 1.                     | «Signal and Sign»              | 2.25     |  |
| 2.                     | «Apply Some Pressure»          | 3:19     |  |
| 3.                     | «Graffiti»                     | 3:05     |  |
| 4.                     | «Postcard of a Painting»       | 2:14     |  |
| 5.                     | «Going Missing»                | 3:41     |  |
| 6.                     | «I Want You to Stay»           | 3:44     |  |
| 7.                     | «Limassol»                     | 3:42     |  |
| 8.                     | «The Coast Is Always Changing» | 3:19     |  |
| 9.                     | «The Night I Lost My Head»     | 1:51     |  |
| 10.                    | «Once, a Glimpse»              | 3:03     |  |
| 11.                    | «Now I'm All Over the Shop»    | 2:23     |  |
| 12.                    | «Acrobat (Cover Seefeel)»      | 4:42     |  |
| 13.                    | «Kiss You Better»              | 2:05     |  |
| 39:33                  |                                |          |  |

## Personal
- Paul Smith - vocal
- Duncan Lloyd - guitarra, vocal de apoyo
- Archis Tiku - bajo
- Tom English - batería
- Lukas Wooller - teclados, vocal de apoyo